# Султамуратов, Сапарбай
Сапарбай Султамуратов, другой вариант фамилии — Султанмуратов (1892 год, село Ынтымак — 1977 год) — коневод, старший табунщик колхоза «Интимак» Яны-Курганского района Кзыл-Ординской области, Казахская ССР. Герой Социалистического Труда (1948).
Родился в 1892 году в бедной казахской семье. С 1929 по 1950 год работал табунщиком, старшим табунщиком и с 1950 по 1954 год — заведующим коневодческой фермой в колхозе «Интимак» Яны-Курганского района.
В 1947 году вырастил 51 жеребят от 51 кобылы. За эти выдающиеся трудовые достижения был удостоен в 1948 году звания Героя Социалистического Труда.
В 1958 году вышел на пенсию. Скончался в 1977 году
Награды
- Герой Социалистического Труда — указом Президиума Верховного Совета СССР от 23 июля 1948 года
- Орден Ленина